# تپه دمنی
تپه دمنی مربوط به دوره ساسانیان است و در شهرستان خمین، بخش کمره، دهستان چهارچشمه، روستای دمنی واقع شده و این اثر در تاریخ ۲۰ اسفند ۱۳۸۵ با شمارهٔ ثبت ۱۸۰۴۸ به‌عنوان یکی از آثار ملی ایران به ثبت رسیده است.